# مل، گان
شهر مل, گان (به فرانسوی: Melle) در شهرستان گان  در استان فلاندری شرقی  در منطقه فلاندری در کشور بلژیک واقع شده‌است.